# Janusz Duński
Janusz Duński (ur. 29 kwietnia 1929 w Łodzi, zm. 3 stycznia 2008 w Lublinie), polski artysta teatralny.

## Opis
Podczas okupacji pracował w firmie elektrotechnicznej i jednocześnie uczył się gry na skrzypcach u prof. Wiłkomirskiego. Po wyzwoleniu rozpoczął naukę śpiewu w szkole muzycznej. W 1953 r. w trakcie odbywania służby wojskowej został solistą Wojskowego Zespołu Pieśni i Tańca okręgu wojskowego we Wrocławiu. Po powrocie do Łodzi rozpoczął naukę śpiewu u prof. Orłowa. W 1954 roku został solistą łódzkiej Operetki i był nim do 1980 roku. W ciągu 26 lat pracy zagrał ponad 80 ról w blisko 80 operetkach, musicalach i komediach muzycznych, z czego ogromną większość stanowiły role pierwszoplanowe.
W latach 1960 i 1970 współpracował z Łódzkim Ośrodkiem Telewizyjnym. Występował w programach: "Piosenki wojskowe" (1966), "Kolędnicy" (1966), "Romanse o miłości i zdradzie" (1970), "Ballady" (1970). W 1971 roku wziął udział w rejestracji telewizyjnej operetki J. Offenbacha "Perichola". Często występował także w koncertach organizowanych przez Estradę Łódzką. W 1969 roku z ramienia PAGART-u występował w USA z operetką "Księżniczka Czardasza".